# Orontopates
Orontopates (auf seinen Münzen Rhoontopates; † nach 331 v. Chr.) war ein persischer Adliger und Statthalter im 4. vorchristlichen Jahrhundert.
Als Ehemann der jüngeren Ada folgte Orontopates um das Jahr 335 v. Chr. seinem Schwiegervaters Pixodaros im Amt als Satrap von Karien nach. Er hatte dabei die Zustimmung des Großkönigs Dareios III., wodurch er seine Ansprüche auf die Herrschaft in Karien gegen die ältere Ada, die Tante seiner Frau, behaupten konnte. Im Jahr 334 v. Chr. aber begann Alexander der Große seinen Asienfeldzug. Nach dessen Sieg in der Schlacht am Granikos verbündete sich die ältere Ada mit dem makedonischen König, den sie sogar adoptierte. Orontopates verschanzte sich in seiner Hauptstadt Halikarnassos, das er mit der Unterstützung des Feldherren Memnon mehrere Monate gegen Alexander verteidigen konnte (Belagerung von Halikarnassos), letztlich aber musste er die Stadt aufgeben. Der siegreiche Alexander setzte die ältere Ada als regierende Fürstin in Karien ein. Orontopates konnte die zwei Hafenfestungen noch ein Jahr lang halten, musste sie aber nach einer verlorenen Feldschlacht gegen den strategos Ptolemaios und den Satrapen Asandros im Herbst 333 v. Chr. aufgeben und an den Hof des Großkönigs fliehen. Für ihn kämpfte er noch 331 v. Chr. in der entscheidenden Schlacht bei Gaugamela, danach ist nichts mehr über ihn überliefert.